# Бродић (Фердинандовац)
Бродић је насељено место у општини Фердинандовац, Копривничко-крижевачка жупанија, Хрватска.

## Историја
До територијалне реорганизације у Хрватској био је у саставу старе општине Ђурђевац.

## Становништво
У попису становништва из 2011. године, Бродић је имао 74 становника.
| Број становника према пописима | Број становника према пописима | Број становника према пописима | Број становника према пописима | Број становника према пописима | Број становника према пописима | Број становника према пописима | Број становника према пописима | Број становника према пописима | Број становника према пописима | Број становника према пописима | Број становника према пописима | Број становника према пописима | Број становника према пописима | Број становника према пописима | Број становника према пописима |
| ------------------------------ | ------------------------------ | ------------------------------ | ------------------------------ | ------------------------------ | ------------------------------ | ------------------------------ | ------------------------------ | ------------------------------ | ------------------------------ | ------------------------------ | ------------------------------ | ------------------------------ | ------------------------------ | ------------------------------ | ------------------------------ |
| 1857                           | 1869                           | 1880                           | 1890                           | 1900                           | 1910                           | 1921                           | 1931                           | 1948                           | 1953                           | 1961                           | 1971                           | 1981                           | 1991                           | 2001                           | 2011                           |
| 0                              | 0                              | 0                              | 193                            | 329                            | 433                            | 440                            | 544                            | 479                            | 436                            | 387                            | 282                            | 194                            | 138                            | 123                            | 74                             |

Напомена: Исказује се од 1857. без становника. Године 1869. није поменуто. Од 1880. до 1948. исказивано као део насеља, а од 1953. као насеље. Године 1880. подаци су садржани у насељу Фердинандовац.